# 7krát3
7krát3 (přezdívaný Jaquin Step, vlastním jménem Štěpán Hebík; * 21. července 1989, České Budějovice) je český hudebník, zpěvák, producent a rapper.

## Životopis
Štěpán Hebík se narodil 21. července 1989 v Českých Budějovicích do hudebně nadané rodiny. Jeho otec, Jiří Hebík, je frontmanem kapely HE Band. Byl členem reggae kapely Pub Animals, kde 11 let hrál na trombon a zpíval. Vedle své hudební kariéry je také vystudovaným fyzioterapeutem a provozuje svou vlastní fyzioterapeutickou ordinaci v Českých Budějovicích. Během postupného útlumu kapely začal připravovat projekt 7krát3. Své nahrávky pak pouštěl různým producentům, nakonec byl přijat do labelu Bigg Boss.
Svůj debutový singl nazvaný Promiň vydal na portál YouTube 26. května 2019. Klip byl pro svou provokativnost přijat nejprve rozporuplně, nakonec byl však nominován na cenu Anděl za videoklip roku.
Roku 2020 vydal své první EP nazvané I. Obsahuje 6 skladeb, na kterých mu hostují zpěváci Jiří Korn a PSH. Za album získal ocenění Anděl v kategorii Interpret roku 2020.
Hostoval např. v písni Mezi prsty (2020) od Paulieho Garanda ve stejnojmenném albu či na písni Steak od DJ Wiche na albu Jako ryba ve vodě (2019).

## Diskografie

### EP
- I (2020)

### Singly
- Promiň (2019)
- Pobývám tu (2019)
- Hledám někoho (2019)
- Tygrovanej sprej (2019)
- Brko a deka (2020)